# جيمس دوربن
جيمس دوربن (بالإنجليزية: James Durbin)‏ هو مغني أمريكي، ولد في 6 يناير 1989 في سانتا كروز في الولايات المتحدة.

## وصلات خارجية
- الموقع الرسمي
- جيمس دوربن على موقع ميوزك برينز (الإنجليزية)
- جيمس دوربن على موقع إن إن دي بي (الإنجليزية)